# Сент-Джонстон (футбольный клуб)
«Сент-Джо́нстон» — шотландский профессиональный футбольный клуб из города Перт, названный в честь Иоанна Крестителя. Выступает в шотландском Премьершипе. Домашние матчи проводит на стадионе «Макдайармид Парк», вмещающем 10 696 зрителей. Клуб примечателен тем, что большое количество раз вылетал и вновь возвращался в высший шотландский дивизион, за что его называют в шутку командой-лифтом.
«Сент-Джонстон» стал победителем Первого дивизиона в сезоне 2008/09. Благодаря этому команда вернулась в Премьер-лигу после семи лет отсутствия. Традиционными соперниками «Святых» являются «Данди» и «Данди Юнайтед». Эти дерби получили название Тэйсайдских.
«Сент-Джонстон» практически не добился успехов в кубках. Команда дважды доходила до финала Кубка шотландской лиги, но проигрывала клубам Old Firm. Клуб также ни разу не проходил дальше полуфиналов Кубка Шотландии до сезона 2013/14, когда клубу впервые удалось завоевать Кубок Шотландии. Команда также является победителем Шотландского кубка вызова в 2007 году. Команда четырежды выходила в Еврокубки заняв квалификационные места в Премьер-лиге.

## История

### Истоки
«Сент-Джонстон» был создан игроками местного крикетного клуба, чтобы игрокам было чем заняться после окончания сезона. Весной 1884 года крикетисты играли возле местного парка Саут Инч на берегу реки Тей. Этот год и считается датой основания футбольного клуба. Однако лишь в следующем году эти игроки с Джоном Колборном во главе провели официальную встречу, в ходе которой команда отделилась от крикетного клуба и стала полностью независимой.
Члены клуба арендовали небольшой участок земли возле Саут Инч. Это место получило название «Рекреэйшн Граундс» и стало первым «домом» команды. Через несколько десятилетий перед клубом встала проблема с постоянным затоплением стадиона. К тому же он становился явно слишком маленьким. В 1924 году команда переехала на другой конец города — был построен «Мьюэртон Парк».
Клуб не был успешен в Чемпионате. Он не выигрывал ни регулярное первенство, ни главные кубковые трофеи — Кубок Шотландии по футболу и Кубок лиги.

### Эпоха Вилли Ормонда
Вилли Ормонд был назначен главным тренером в 1967 году. Под его руководством «Сент-Джонстон» вышел в финал Кубка лиги в сезоне 1969/70. Высокого места в элитном дивизионе страны «святые» также достигли при нём. В сезоне 1970/71 команда заняла третью строчку таблицы, обогнав «Рейнджерс» и пропустив вперед себя только «Селтик» и «Абердин». Состав практически не изменился с финала Кубка лиги.
После этого сезона «Сент-Джонстон» получил право сыграть в Кубке УЕФА. В первом раунде был побеждён сильнейший в те годы «Гамбург», а затем венгерский «Вашаш». В третьем туре после разгромного гостевого поражения от «Железничара» команда вылетела из турнира.
В 1973 году Ормонд был приглашен главным тренером в сборную Шотландии. В его честь названа Южная трибуна «Макдайармид Парка»

### Вылет и перестройка
Покинув высший дивизион в 1976, «святые» сумели туда вернуться лишь в сезоне 1983/84. Однако пребывание в элите продлилось недолго. В том же году команда вылетела в Первый дивизион, а затем и во Второй дивизион. В 1986 году клуб находился в нижней части таблицы и испытывал огромные финансовые трудности, когда местный бизнесмен Джофф Браун был назначен председателем.
Клуб разительно изменился в последующие десять лет. Команда переехала на новый стадион — «Макдайармид Парк» на окраине города. Это был первый в Соединённом Королевстве чисто футбольный стадион, где все места были сидячими. Стадион был назван в честь местного фермера Брюса Макдайармида, которые пожертвовал свою землю под стадион. Новым менеджером был назначен Алекс Тоттен, который в последующие годы поднял команду на два дивизиона вверх. В 1988 году «святые» вышли в Первый дивизион, а уже в 1990 году они играли в высшем шотландском дивизионе. В том сезоне они финишировали на седьмом месте, а в национальном Кубке дошли до полуфинала, проиграв «Данди Юнайтед».
Следующий сезон стал для Тоттена последним у руля «Сент-Джонстона». Команда заняла восьмую строчку, и тренер после пяти лет в клубе ушёл. Его преемником стал Джон Макклелланд, который был играющим тренером. Североирландец не добился лучших результатов, заняв шестое место в сезоне 1992/93 и дойдя до полуфинала Кубка лиги.
В следующем сезоне команда подвела черту под своим четырёхлетним выступлением в высшей шотландской лиге, заняв десятое место и покинув дивизион. Макклелланд покинул свой пост ещё до окончания сезона, а его место занял бывший нападающий «Данди Юнайтед» Пол Старрок.

### Успехи в 90-e
При Старроке клуб сделал ставку на воспитание собственных игроков. Одними из первых стали Каллум Дэвидсон и Дэнни Гриффин. Старрок также представил идею утренних и вечерних тренировок с целью улучшения физической формы игроков. В первом полном сезоне (1994/95) под его руководством команда заняла пятое место в Первом дивизионе и дошла до четвертьфинала Кубка лиги. В следующем — четвёртое место и четвертьфинал Кубка Шотландии. А в сезоне 1996/97, став победителем Первого дивизиона, «Святые» вновь вернулись в высший дивизион. Заняв пятое место клуб получил право стать одним из основателей Шотландской Премьер-лиги.
Хотя Старрок покинул команду, уйдя в «Данди Юнайтед», у клуба началась новая «Золотая эра» в сезоне 1998/99. Тренером стал Сэнди Кларк. Он привёл «Сент-Джонстон» на третью строчку, уступив только «Селтику» и «Рейнджерс». Команда также играла в финале Кубка и полуфинале Кубка лиги, но в обоих случаях уступили «Рейнджерс». «Святые» проиграли «джерс» в пяти из шести матчах сезона, в том числе и со счетом 7:0, но в одном матче одержали победу 3:1. Благодаря третьему месту, команда могла сыграть в квалификационном турнире Кубка УЕФА 1999/00. Сначала со счетом 3:1 в обеих встречах был обыгран финский «ВПС», но затем последовали два поражения с общим счетом от «Монако», в составе которого играли Бартез, Риисе и Трезеге.

### Новое тысячелетие
После постепенного ослабления клуб покинул Премьер-лигу в сезоне 2001/02. После этого главным тренером стал Билли Старк, который покинул команду через два сезона, оба раза добившись третьего места в Первом дивизионе. После его ухода место занял Джон Конолли, но из-за неудовлетворительного восьмого места был заменен на Оуэна Койла. При нём команда дважды занимала вторую строчку Первого дивизиона в 2006 и 2007 годах.
При Койле определённые успехи были и в кубках. 8 ноября 2006 года на «Айброксе» со счетом 2:0 были обыграны «Рейнджерс». Оба гола забил Стивен Милн. Это стало первой победой «святых» на «Айброксе» с 1971 года. Также это был первый раз, когда «Сент-Джонстон» выиграл у «Рейнджерс» в кубковом матче. «Джерс» в тот день впервые проиграли команде из низшего дивизиона. 31 января 2007 «святые» проиграли «Хиберниану» в полуфинале и покинули турнир. 14 апреля 2007 команда проиграла «Селтику» в полуфинале Кубка Шотландии. К тому моменту Койл уже интересовал многие клубы Премьер-лиги.
21 апреля 2007 «Сент-Джонстон», занимавший вторую строчку, выиграл со счётом 3:0 у «Куин оф зе Саут», в то время как «Гретна», лидировавшая в первенстве, сыграла нулевую ничью с «Клайдом». Разница между командами составляла одно очко и выяснить кто получит повышение удалось только в последнем туре. «Святые» со счётом 4:3 выиграли у «Гамильтон Академикал», но футболисты «Гретны» сумели победить, забив победный мяч в добавленное время матча с «Росс Каунти». Таким образом чемпионом стала «Гретна» и впервые вышла в Премьер-лигу.
22 ноября 2007 года Койл покинул клуб и перешёл в «Бернли». Через три дня «святые» выиграли в финале Кубка вызова против «Данфермлин Атлетик» со счётом 3:2. Это был первый выигранный кубок с 1911 года, когда команда взяла незначительный Утешительный кубок. Вместо Койла был назначен полузащитник Дерек Макиннес. Макиннес сменил Сэнди Стюарта, который был назначен исполняющим обязанности главного тренера во время финала. Стюарт решил последовать за Койлом и стал его ассистентом в «Бернли». Макиннес начал в качествем играющего тренера. В его дебютном сезоне 2007/08 клуб занял третье место. В 2008 «святые» вновь играли в полуфинале Кубка Шотландии, но потерпели поражение от «Рейнджерс» в серии пенальти. Это было седьмое появление в полуфинале турнира и седьмое поражение.
2 мая 2009 года «Сент-Джонстон» обыграл «Гринок Мортон» 3:1. Это означало, что клуб впервые за семь лет выходит в Премьер-лигу. В первом сезоне после возвращения команда заняла восьмое место. В ноябре 2011 года было объявлено, что новым главным тренером становится Стив Ломас, а также что Джофф Браун покидает пост председателя. Браун, занимавший свой пост дольше всех в шотландском футболе, ушёл на пенсию. Его место занял сын Стив Браун. В июне 2013 года Ломас стал главным тренером «Миллуолла», а его преемником назначили Томми Райта. Райт обыграл в Лиге Европы норвежский «Русенборг», это стало первой за более чем 40 лет победой на европейской арене.

## Еврокубки
| Сезон   | Соревнование | Раунд                         | Противник            | Дома | В гостях | По сумме встреч |
| ------- | ------------ | ----------------------------- | -------------------- | ---- | -------- | --------------- |
| 1971/72 | Кубок УЕФА   | Первый раунд                  | Гамбург              | 3:0  | 1:2      | 4:2             |
| 1971/72 | Кубок УЕФА   | Второй раунд                  | Вашаш                | 2:0  | 0:1      | 2:1             |
| 1971/72 | Кубок УЕФА   | Третий раунд                  | Железничар (Сараево) | 1:0  | 1:5      | 2:5             |
| 1999/00 | Кубок УЕФА   | Предварительный раунд         | ВПС                  | 2:0  | 1:1      | 3:1             |
| 1999/00 | Кубок УЕФА   | Первый раунд                  | Монако               | 3:3  | 0:3      | 3:6             |
| 2012/13 | Лига Европы  | Второй квалификационный раунд | Эскишехирспор        | 1:1  | 0:2      | 1:3             |
| 2013/14 | Лига Европы  | Второй квалификационный раунд | Русенборг            | 1:1  | 1:0      | 2:1             |
| 2013/14 | Лига Европы  | Третий квалификационный раунд | Минск                | 0:1  | 1:0      | 1:1 (пен. 2:3)  |
| 2014/15 | Лига Европы  | Второй квалификационный раунд | Люцерн               | 1:1  | 1:1      | 2:2 (пен. 5:4)  |
| 2014/15 | Лига Европы  | Третий квалификационный раунд | Спартак (Трнава)     | 1:2  | 1:1      | 2:3             |
| 2015/16 | Лига Европы  | Первый квалификационный раунд | Алашкерт             | 2:1  | 0:1      | 2:2 (п. в. г.)  |
| 2017/18 | Лига Европы  | Первый квалификационный раунд | Тракай               | 1:2  | 0:1      | 1:3             |

## Соперничество
Принципиальные соперники «Сент-Джонстона» — «Данди» и «Данди Юнайтед». Это так называемое Тэйсайдские дерби.

## Текущий состав
| 1  | Флаг Болгарии          | Вр  | Димитр Митов      | 1997 |  |  |  |  |  |
| 20 | Флаг Шотландии         | Вр  | Росс Синклер      | 2001 |  |  |  |  |  |
| 31 | Флаг Уэльса            | Вр  | Дэйв Ричардс      | 1993 |  |  |  |  |  |
|    |                        |     |                   |      |  |  |  |  |  |
| 2  | Флаг Мальты            | Защ | Джеймс Браун      | 1998 |  |  |  |  |  |
| 3  | Флаг Шотландии         | Защ | Тони Галлахер     | 1999 |  |  |  |  |  |
| 4  | Флаг Шотландии         | Защ | Эндрю Консидайн   | 1987 |  |  |  |  |  |
| 5  | Флаг Австралии         | Защ | Райан Макгоуэн    | 1989 |  |  |  |  |  |
| 6  | Флаг Шотландии         | Защ | Лиам Гордон       | 1996 |  |  |  |  |  |
| 17 | Флаг Англии            | Защ | Олударе Олуфунва  | 2001 |  |  |  |  |  |
| 18 | Флаг Северной Ирландии | Защ | Сэм Макклелланд   | 2002 |  |  |  |  |  |
| 19 | Флаг Шотландии         | Защ | Люк Робинсон      | 2001 |  |  |  |  |  |
| 24 | Флаг Шотландии         | Защ | Каллум Бут        | 1991 |  |  |  |  |  |
|    |                        |     |                   |      |  |  |  |  |  |
| 8  | Флаг Шотландии         | ПЗ  | Кэмерон Макферсон | 1998 |  |  |  |  |  |
| 14 | Флаг Англии            | ПЗ  | Дрей Райт         | 1995 |  |  |  |  |  |

| 15 | Флаг Украины            | ПЗ  | Максим Кучерявый   | 2002 |  |  |  |  |  |
| 21 | Флаг Шотландии          | ПЗ  | Али Крофорд        | 1991 |  |  |  |  |  |
| 22 | Флаг Уэльса             | ПЗ  | Мэттью Смит        | 1999 |  |  |  |  |  |
| 23 | Флаг Австрии            | ПЗ  | Свен Шпранглер     | 1995 |  |  |  |  |  |
| 25 | Флаг Шотландии          | ПЗ  | Кэмерон Баллантайн | 2003 |  |  |  |  |  |
| 27 | Флаг Англии             | ПЗ  | Джей Тернер-Кук    | 2003 |  |  |  |  |  |
| 34 | Флаг Тринидада и Тобаго | ПЗ  | Дэниел Филлипс     | 2001 |  |  |  |  |  |
|    |                         |     |                    |      |  |  |  |  |  |
| 7  | Флаг Шотландии          | Нап | Стивен Мэй         | 1992 |  |  |  |  |  |
| 9  | Флаг Шотландии          | Нап | Кристофер Кейн     | 1994 |  |  |  |  |  |
| 10 | Флаг Шотландии          | Нап | Ники Кларк         | 1991 |  |  |  |  |  |
| 11 | Флаг Ирландии           | Нап | Грэм Кэри          | 1989 |  |  |  |  |  |
| 13 | Флаг Англии             | Нап | Диалланг Джайешими | 1998 |  |  |  |  |  |
| 16 | Флаг Уэльса             | Нап | Люк Джефкотт       | 2000 |  |  |  |  |  |
| 44 | Флаг Ирландии           | Нап | Дара Костелло      | 2002 |  |  |  |  |  |

## Достижения
- Обладатель Кубка Шотландии (2): 2013/14, 2020/21
- Победитель Первый дивизион шотландской футбольной лиги (7): 1923/24, 1959/60, 1962/63, 1982/83, 1989/90, 1996/97, 2008/09
- Обладатель Кубок шотландской лиги: 2021
- Обладатель Шотландский кубок вызова: 2007/08

## Статистика

### Рекорды

#### Командные
- Посещаемость:[15]
  - Рекреэйшн Граундс: 12 000 (Клайдбанк, 14 апреля 1923)
  - Мьюэртон парк: 29 972 (Данди, 10 февраля 1951)
  - Макдайармид Парк: 10 545 (Данди, 23 мая 1999)
- Крупнейшая победа: 13:0 (Туллок, 17 сентября 1887)
- Крупнейшее поражение: 11:1 (Монтроз, 1 апреля 1893)
- Длиннейшая серия без поражений: 21 матч (сезон 2008/09)
- Самая дорогая покупка: £400 000 Билли Доддс (из Данди, 1994)
- Самая дорогая продажа: £1 750 000 Каллум Дэвидсон (в Блэкберн Роверс, 1998)

#### Индивидуальные
- Больше всего матчей за сборные: Ник Дасович (26 выступлений за Сборную Канады)
- Больше всего матчей в чемпионате: Алан Мэйн (361)
- Больше всего голов за клуб: Джон Броган (140)
- Больше всего голов за один сезон: Джимми Бенсон — 44 (1931/32)
- Больше всего голов в одной игре: Вилли Макинтош — 6 (против Альбион Роверс, 9 марта 1946)

## Форма

### Домашняя
| 2016/17 | 2017/18 | 2018/19 | 2019/20 | 2020/21 | 2021/22 | 2022/23 | 2023/24 | 2024/25 |

### Гостевая
| 2016/17 | 2017/18 | 2018/19 | 2019/20 | 2020/21 | 2021/22 | 2022/23 | 2023/24 | 2024/25 |

### Резервная
| 2017/18 | 2021/22 | 2023/24 |

Источники:,